# Lista de municípios do Piauí por IFDM
Esta é uma lista de municípios do Piauí ordenados por Índice FIRJAN de Desenvolvimento Municipal (IFDM) conforme dados divulgados pelo Sistema FIRJAN em 2015 com base no ano de 2013.
O Índice FIRJAN de Desenvolvimento Municipal (IFDM) é um estudo anual criado para acompanhar o desenvolvimento humano, econômico e social dos municípios do Estado do Rio de Janeiro e do Brasil (5.565 no total), com base exclusivamente em estatísticas oficiais. Ele leva em conta três indicadores: emprego e renda como um único indicador e educação e saúde como indicadores separados, cada qual com um conjunto respectivo de variáveis. Devido às suas características, a ferramenta tem servido como uma fotografia de políticas públicas e como fonte para "estudos nacionais e internacionais a respeito do desenvolvimento brasileiro". Mesmo porque seu resultado é capaz de retratar o nível de desenvolvimento de cada cidade e, assim, dar uma ideia sobre a qualidade de vida de seus cidadãos.
O IFDM é semelhante ao Índice de Desenvolvimento Humano (IDH), calculado pela ONU. Uma diferença entre ambos é que os dados do IFDM “podem ser coletados todo ano”, ao passo que os do IDH só são levantados uma vez por década, pois dependem de “dados do censo demográfico, realizado a cada 10 anos.”

## Categorias

Mapa dos municípios do Piauí por IFDM em 2013Legenda:
Alto (nenhum município)
Moderado (45 municípios)
Regular (170 municípios)
Baixo (nenhum município)
Sem dados (9 municípios)

O índice varia de zero (valor mínimo) até 1 (valor máximo), sendo considerado:
- Alto, resultados superiores a 0,8 pontos;
- Moderado, resultados entre 0,6 e 0,8 pontos;
- Regular, resultados entre 0,4 e 0,6 pontos;
- Baixo, resultados inferiores a 0,4 pontos;

## Lista dos municípios
| Posição                    | Município                       | IFDM Consolidado (2013) |
| Desenvolvimento alto       | Desenvolvimento alto            | Desenvolvimento alto    |
| -------------------------- | ------------------------------- | ----------------------- |
| nenhum município           |                                 |                         |
| Desenvolvimento moderado   |                                 |                         |
| 1º                         | Teresina                        | 0.7813                  |
| 2º                         | Piripiri                        | 0.6798                  |
| 3º                         | Água Branca                     | 0.6649                  |
| 4º                         | Baixa Grande do Ribeiro         | 0.6639                  |
| 5º                         | Vila Nova do Piauí              | 0.6585                  |
| 6º                         | Hugo Napoleão                   | 0.6562                  |
| 7º                         | Floriano                        | 0.6543                  |
| 8º                         | Sebastião Leal                  | 0.6526                  |
| 9º                         | Brasileira                      | 0.6505                  |
| 10º                        | Pajeú do Piauí                  | 0.6471                  |
| 11º                        | São José do Divino              | 0.6458                  |
| 12º                        | Piracuruca                      | 0.6451                  |
| 13º                        | Tanque do Piauí                 | 0.6445                  |
| 14º                        | Castelo do Piauí                | 0.6442                  |
| 15º                        | Bom Jesus                       | 0.6386                  |
| 16º                        | São Miguel da Baixa Grande      | 0.6372                  |
| 17º                        | Fronteiras                      | 0.6366                  |
| 18º                        | Santa Cruz dos Milagres         | 0.6322                  |
| 19º                        | Campo Maior                     | 0.6316                  |
| 20º                        | Ribeiro Gonçalves               | 0.6313                  |
| 21º                        | Bela Vista do Piauí             | 0.6304                  |
| 22º                        | Caridade do Piauí               | 0.6303                  |
| 23º                        | Prata do Piauí                  | 0.6291                  |
| 24º                        | Santa Filomena                  | 0.6279                  |
| 25º                        | Bertolínia                      | 0.6256                  |
| 26º                        | Olho d'Água do Piauí            | 0.6254                  |
| 27º                        | Picos                           | 0.6252                  |
| 28º                        | Juazeiro do Piauí               | 0.6216                  |
| 29º                        | São Braz do Piauí               | 0.6203                  |
| 30º                        | Landri Sales                    | 0.6197                  |
| 31º                        | Anísio de Abreu                 | 0.6184                  |
| 32º                        | Simões                          | 0.6182                  |
| 33º                        | Novo Santo Antônio              | 0.6170                  |
| 34º                        | Sao João da Fronteira           | 0.6157                  |
| 35º                        | Santa Rosa do Piauí             | 0.6119                  |
| 36º                        | Antônio Almeida                 | 0.6101                  |
| 37º                        | Nova Santa Rita                 | 0.6078                  |
| 38º                        | Beneditinos                     | 0.6055                  |
| 39º                        | Coivaras                        | 0.6051                  |
| 40º                        | Buriti dos Montes               | 0.6050                  |
| 41º                        | Miguel Leão                     | 0.6045                  |
| 42º                        | Angical do Piauí                | 0.6042                  |
| 43º                        | Caldeirão Grande do Piauí       | 0.6038                  |
| 44º                        | Capitão de Campos               | 0.6036                  |
| 45º                        | Nazária                         | 0.6020                  |
| Desenvolvimento regular    |                                 |                         |
| 46º                        | Arraial                         | 0.5977                  |
| 47º                        | Pio IX                          | 0.5974                  |
| 48º                        | Eliseu Martins                  | 0.5966                  |
| 49º                        | Santa Luz                       | 0.5955                  |
| 50º                        | Curralinhos                     | 0.5954                  |
| 51º                        | Lagoa de São Francisco          | 0.5932                  |
| 52º                        | Uruçuí                          | 0.5920                  |
| 53º                        | Pau d'Arco do Piauí             | 0.5916                  |
| 54º                        | Boa Hora                        | 0.5905                  |
| 55º                        | Milton Brandão                  | 0.5896                  |
| 56º                        | Campo Alegre do Fidalgo         | 0.5878                  |
| 57º                        | São João do Piauí               | 0.5866                  |
| 58º                        | Cocal de Telha                  | 0.5841                  |
| 59º                        | Nossa Senhora de Nazaré         | 0.5828                  |
| 60º                        | Monsenhor Gil                   | 0.5824                  |
| 61º                        | Capitão Gervásio Oliveira       | 0.5823                  |
| 62º                        | Jatobá do Piauí                 | 0.5816                  |
| 63º                        | Valença do Piauí                | 0.5815                  |
| 64º                        | Santana do Piauí                | 0.5803                  |
| 65º                        | São Gonçalo do Piauí            | 0.5788                  |
| 66º                        | Domingos Mourão                 | 0.5768                  |
| 67º                        | Regeneração                     | 0.5766                  |
| 68º                        | São Raimundo Nonato             | 0.5756                  |
| 69º                        | Pedro Laurentino                | 0.5722                  |
| 70º                        | Lagoinha do Piauí               | 0.5700                  |
| 71º                        | Palmeirais                      | 0.5697                  |
| 72º                        | Dom Expedito Lopes              | 0.5687                  |
| 73º                        | Campo Grande do Piauí           | 0.5677                  |
| 74º                        | Rio Grande do Piauí             | 0.5676                  |
| 75º                        | Parnaíba                        | 0.5675                  |
| 76º                        | Alvorada do Gurgueia            | 0.5668                  |
| 77º                        | Aroazes                         | 0.5666                  |
| 78º                        | Cabeceiras do Piauí             | 0.5664                  |
| 79º                        | Itaueira                        | 0.5663                  |
| 80º                        | São Félix do Piauí              | 0.5660                  |
| 81º                        | São João da Serra               | 0.5659                  |
| 82º                        | Colônia do Gurgueia             | 0.5639                  |
| 83º                        | Demerval Lobão                  | 0.5635                  |
| 84º                        | São Lourenço do Piauí           | 0.5633                  |
| 85º                        | Porto Alegre do Piauí           | 0.5626                  |
| 86º                        | Cristino Castro                 | 0.5625                  |
| 87º                        | Floresta do Piauí               | 0.5606                  |
| 88º                        | Lagoa do Barro do Piauí         | 0.5601                  |
| 89º                        | Cocal dos Alves                 | 0.5597                  |
| 90º                        | São Francisco do Piauí          | 0.5596                  |
| 91º                        | Coronel José Dias               | 0.5593                  |
| 92º                        | Pedro II                        | 0.5588                  |
| 93º                        | Ribeira do Piauí                | 0.5582                  |
| 94º                        | Pavussu                         | 0.5575                  |
| 95º                        | Oeiras                          | 0.5575                  |
| 96º                        | São Miguel do Tapuio            | 0.5575                  |
| 97º                        | Marcos Parente                  | 0.5571                  |
| 98º                        | Simplício Mendes                | 0.5549                  |
| 99º                        | Cajazeiras do Piauí             | 0.5545                  |
| 100º                       | Canto do Buriti                 | 0.5542                  |
| 101º                       | Barra d'Alcântara               | 0.5527                  |
| 102º                       | Inhuma                          | 0.5501                  |
| 103º                       | Lagoa Alegre                    | 0.5501                  |
| 104º                       | Jerumenha                       | 0.5500                  |
| 105º                       | São João da Varjota             | 0.5493                  |
| 106º                       | Morro do Chapéu do Piauí        | 0.5483                  |
| 107º                       | Buriti dos Lopes                | 0.5477                  |
| 108º                       | Redenção do Gurguéia            | 0.5472                  |
| 109º                       | Sigefredo Pacheco               | 0.5464                  |
| 110º                       | Santo Inácio do Piauí           | 0.5464                  |
| 111º                       | Passagem Franca do Piauí        | 0.5455                  |
| 112º                       | Paquetá                         | 0.5440                  |
| 113º                       | Patos do Piauí                  | 0.5439                  |
| 114º                       | Canavieira                      | 0.5436                  |
| 115º                       | Alegrete do Piauí               | 0.5424                  |
| 116º                       | São Pedro do Piauí              | 0.5422                  |
| 117º                       | Boqueirão do Piauí              | 0.5408                  |
| 118º                       | São João da Canabrava           | 0.5407                  |
| 119º                       | Caxingó                         | 0.5402                  |
| 120º                       | Nazaré do Piauí                 | 0.5388                  |
| 121º                       | Guadalupe                       | 0.5385                  |
| 122º                       | São José do Piauí               | 0.5374                  |
| 123º                       | Caracol                         | 0.5368                  |
| 124º                       | Barro Duro                      | 0.5365                  |
| 125º                       | Elesbão Veloso                  | 0.5362                  |
| 126º                       | Belém do Piauí                  | 0.5351                  |
| 127º                       | Esperantina                     | 0.5348                  |
| 128º                       | Francisco Ayres                 | 0.5344                  |
| 129º                       | Jacobina do Piauí               | 0.5338                  |
| 130º                       | Cajueiro da Praia               | 0.5307                  |
| 131º                       | São José do Peixe               | 0.5303                  |
| 132º                       | Ipiranga do Piauí               | 0.5298                  |
| 133º                       | Altos                           | 0.5298                  |
| 134º                       | Barras                          | 0.5285                  |
| 135º                       | Queimada Nova                   | 0.5266                  |
| 136º                       | Luís Correia                    | 0.5265                  |
| 137º                       | Francisco Macedo                | 0.5261                  |
| 138º                       | Monsenhor Hipólito              | 0.5261                  |
| 139º                       | Curimatá                        | 0.5260                  |
| 140º                       | Caraúbas do Piauí               | 0.5250                  |
| 141º                       | São Julião                      | 0.5221                  |
| 142º                       | Campinas do Piauí               | 0.5216                  |
| 143º                       | São Gonçalo do Gurgueia         | 0.5193                  |
| 144º                       | Luzilândia                      | 0.5176                  |
| 145º                       | Joaquim Pires                   | 0.5171                  |
| 146º                       | Júlio Borges                    | 0.5158                  |
| 147º                       | Francisco Santos                | 0.5147                  |
| 148º                       | Amarante                        | 0.5144                  |
| 149º                       | Palmeira do Piauí               | 0.5138                  |
| 150º                       | Novo Oriente do Piauí           | 0.5135                  |
| 151º                       | Sussuapara                      | 0.5134                  |
| 152º                       | Matias Olímpio                  | 0.5129                  |
| 153º                       | Brejo do Piauí                  | 0.5121                  |
| 154º                       | Várzea Branca                   | 0.5101                  |
| 155º                       | Bom Princípio do Piauí          | 0.5098                  |
| 156º                       | Curral Novo do Piauí            | 0.5095                  |
| 157º                       | José de Freitas                 | 0.5092                  |
| 158º                       | Várzea Grande                   | 0.5091                  |
| 159º                       | São Miguel do Fidalgo           | 0.5042                  |
| 160º                       | Isaías Coelho                   | 0.5033                  |
| 161º                       | Tamboril do Piauí               | 0.5021                  |
| 162º                       | Batalha                         | 0.5019                  |
| 163º                       | Nossa Senhora dos Remédios      | 0.4976                  |
| 164º                       | Avelino Lopes                   | 0.4969                  |
| 165º                       | Dirceu Arcoverde                | 0.4967                  |
| 166º                       | Madeiro                         | 0.4951                  |
| 167º                       | Cristalândia do Piauí           | 0.4951                  |
| 168º                       | Colônia do Piauí                | 0.4947                  |
| 169º                       | Agricolândia                    | 0.4947                  |
| 170º                       | União                           | 0.4914                  |
| 171º                       | Jurema                          | 0.4907                  |
| 172º                       | Currais                         | 0.4902                  |
| 173º                       | Alto Longá                      | 0.4887                  |
| 174º                       | Marcolândia                     | 0.4879                  |
| 175º                       | Wall Ferraz                     | 0.4856                  |
| 176º                       | Conceição do Canindé            | 0.4846                  |
| 177º                       | Bonfim do Piauí                 | 0.4812                  |
| 178º                       | Barreiras do Piauí              | 0.4808                  |
| 179º                       | Bocaina                         | 0.4796                  |
| 180º                       | Massapê do Piauí                | 0.4763                  |
| 181º                       | Murici dos Portelas             | 0.4757                  |
| 182º                       | Dom Inocêncio                   | 0.4752                  |
| 183º                       | João Costa                      | 0.4737                  |
| 184º                       | Gilbués                         | 0.4727                  |
| 185º                       | São Luis do Piauí               | 0.4708                  |
| 186º                       | Acauã                           | 0.4686                  |
| 187º                       | Lagoa do Sítio                  | 0.4680                  |
| 188º                       | Parnaguá                        | 0.4674                  |
| 189º                       | Aroeiras do Itaim               | 0.4667                  |
| 190º                       | Santo Antônio de Lisboa         | 0.4624                  |
| 191º                       | Francinópolis                   | 0.4617                  |
| 192º                       | Miguel Alves                    | 0.4616                  |
| 193º                       | Riacho Frio                     | 0.4613                  |
| 194º                       | Alagoinha do Piauí              | 0.4608                  |
| 195º                       | Itainópolis                     | 0.4553                  |
| 196º                       | Joca Marques                    | 0.4548                  |
| 197º                       | Morro Cabeça no Tempo           | 0.4536                  |
| 198º                       | Porto                           | 0.4534                  |
| 199º                       | Monte Alegre do Piauí           | 0.4530                  |
| 200º                       | Sebastião Barros                | 0.4509                  |
| 201º                       | Assunção do Piauí               | 0.4481                  |
| 202º                       | São Francisco de Assis do Piauí | 0.4467                  |
| 203º                       | Vera Mendes                     | 0.4459                  |
| 204º                       | Flores do Piauí                 | 0.4436                  |
| 205º                       | Ilha Grande                     | 0.4422                  |
| 206º                       | Campo Largo do Piauí            | 0.4406                  |
| 207º                       | Jaicós                          | 0.4376                  |
| 208º                       | Padre Marcos                    | 0.4371                  |
| 209º                       | Betânia do Piauí                | 0.4302                  |
| 210º                       | Cocal                           | 0.4216                  |
| 211º                       | Paulistana                      | 0.4208                  |
| 212º                       | Corrente                        | 0.4134                  |
| 213º                       | Geminiano                       | 0.4067                  |
| 214º                       | Pimenteiras                     | 0.4048                  |
| 215º                       | Paes Landim                     | 0.4025                  |
| Desenvolvimento baixo      |                                 |                         |
| nenhum município           |                                 |                         |
| Sem dados                  |                                 |                         |
| Santo Antônio dos Milagres |                                 |                         |
| Santa Cruz do Piauí        |                                 |                         |
| São João do Arraial        |                                 |                         |
| Socorro do Piauí           |                                 |                         |
| Guaribas                   |                                 |                         |
| Jardim do Mulato           |                                 |                         |
| Fartura do Piauí           |                                 |                         |
| Lagoa do Piauí             |                                 |                         |
| Manoel Emídio              |                                 |                         |